# Kamppi
Kamppi (svensk: Kampen) er en bydel i det centrale Helsinki, Finland. Den ligger i Kampinmalmi-distriktet (svensk: Kampmalmen) i det sydlige stordistrikt.
Kamppi er en del af Helsinkis kommercielle hjerte. I stærk kontrast til det centrale Helsinkis andre bydele, blev det indre Kamppi først rigtigt udviklet i 2000’erne.
Navnet "Kamppi" er afledt af det svenske ord for slag, kamp. I 1800-tallet var Kamppi et militært område, der hovedsageligt bestod af russiske kaserner og træningslejre. Frem til 1929 var området også hjemsted for en jødisk markedsplads. Den nuværende Narinkkaplads (finsk: Narinkkatori; svensk: Narinken) er opkaldt efter dette marked. Navnet er russisk, eftersom de fleste af Finlands jøder kom fra Rusland. På russisk betyder "на рынке" (na rinke) "på markedet".
I Kamppi finder man bl.a. den velrenommerede skole Ressu og Helsinkis Gammelkirke.
Helsinkis underjordiske busterminal ligger også i Kamppi, mens Helsinki Hovedbanegård ligger få hundrede meter derfra i Kluuvi (svensk: Gloet). Kamppis populære Tennispalatsi er det største biografkompleks i Helsinki.
Kamppi blev i august 2002 forvandlet til den største byggeplads i finsk historie. Projektets første fase – den underjordiske busterminal – åbnede i juni 2005. Bygningskomplekset Kamppi Centrum (finsk: Kamppi kesku; svensk: Kampens centrum) åbnede i marts 2006. Det huser bl.a. lejligheder og et stort indkøbscenter. I 2012 åbnede Kamppi Kapel på Narinkkapladsen. 
Kamppi har et areal på 0,95 km2 og et indbyggertal på 12.016 (2017).